# Haematomis mexicana
Haematomis mexicana är en fjärilsart som beskrevs av Druce 1885. Haematomis mexicana ingår i släktet Haematomis och familjen björnspinnare. Inga underarter finns listade i Catalogue of Life.